# Eerste klasse schaken 1938/39
Het Eerste klasse-seizoen 1938/39 was het 19e seizoen van de Eerste klasse schaken, destijds de hoogste Nederlandse schaakcompetitie van Nederland. Het Vereenigd Amsterdamsch Schaakgenootschap werd voor de zesde keer in zijn historie landskampioen.

## Geschiedenis
Voorheen bestond de Eerste klasse uit slechts één divisie. Vanaf dit seizoen werd de Eerste klasse opgedeeld in een Eerste klasse A en een nieuw ingestelde Eerste Klasse B, elk bestaande uit zes teams. De Eerste klasse B werd gevuld met kampioenen uit de onderbonden. Dit waren:
- Schaakclub Max Euwe, kampioen van de Amsterdamse Schaakbond;
- Het Haarlems Schaakgezelschap, kampioen van de Noord-Hollandse Schaakbond;
- De Haagsche Christelijke Schaakvereniging, kampioen van de Haagse Schaakbond;
- Schaakvereniging Kralingen, kampioen van de Rotterdamse Schaakbond.

Daarnaast speelden nog acht clubs play-offs om de resterende twee plekken. Daaruit kwamen SV Eindhoven en Staunton uit Groningen als winnaars.
De laatst geëindigde ploeg in de Eerste Klasse A zou twee play-off-wedstrijden spelen tegen de kampioen van de Eerste klasse B. De winnaar mocht het seizoen erop in de Eerste Klasse A spelen.
De twee laatst geëindigde ploegen in de Eerste Klasse B zouden het voortaan in een poulesysteem het pnemen tegen de twee beste kampioenen uit de onderbonden.

## Eindstand[2]

### Eerste klasse A
| # | Team    | MP | BP  | 1  | 2  | 3  | 4  | 5  | 6  |
| - | ------- | -- | --- | -- | -- | -- | -- | -- | -- |
| 1 | VAS     | 7  | 27  | -- |    |    |    | 4½ |    |
| 2 | NRSV    | 6  | 26  |    | -- |    |    |    |    |
| 3 | Bussum  | 6  | 26  |    |    | -- |    |    | 7  |
| 4 | ASC     | 5  | 26½ |    |    |    | -- |    |    |
| 5 | DD      | 5  | 24½ | 5½ |    |    |    | -- |    |
| 6 | Utrecht | 1  | 20  |    |    | 3  |    |    | -- |

#### Legenda
|  | Landskampioen          |
|  | Play-off om degradatie |

### Eerste klasse B
| # | Team         | MP | BP  | 1  | 2  | 3  | 4  | 5  | 6  |
| - | ------------ | -- | --- | -- | -- | -- | -- | -- | -- |
| 1 | Kralingen    | 8  | 30  | -- |    |    |    | 6  |    |
| 2 | Eindhoven    | 8  | 28  |    | -- |    |    |    | 6  |
| 3 | Staunton     | 6  | 25½ |    |    | -- | 6  |    |    |
| 4 | Max Euwe     | 5  | 28  |    |    | 4  | -- |    |    |
| 5 | Haarlem      | 3  | 20  | 4  |    |    |    | -- |    |
| 7 | H. Chr. S.V. | 0  | 18½ |    | 4  |    |    |    | -- |

#### Legenda
|  | Kampioen; play-off om promotie |
|  | Play-off voor degradatie       |

### Wedstrijden om promotie-degradatie[3]

#### Naar de Eerste klasse A
| Datum       | Thuis                      | Uit                        | Uitslag |
| ----------- | -------------------------- | -------------------------- | ------- |
| 13 mei 1939 | Schaakclub Utrecht         | Schaakvereniging Kralingen | 4½ - 5½ |
| 27 mei 1939 | Schaakvereniging Kralingen | Schaakclub Utrecht         | 5-5     |

Schaakvereniging Kralingen promoveert.

#### Naar de Eerste klasse B[4]
| # | Team         | MP | BP  | 1  | 2  | 3  | 4  |
| - | ------------ | -- | --- | -- | -- | -- | -- |
| 1 | H. Chr. S.V. | 4  | 19  | -- | 7  | 7½ | 4½ |
| 2 | Spangen      | 3  | 15½ | 3  | -- | 5  | 7½ |
| 3 | Haarlem      | 3  | 14  | 2½ | 5  | -- | 6½ |
| 4 | Hilversum    | 2  | 11½ | 5½ | 2½ | 3½ | -- |

De Haagsche Christelijke Schaakvereniging handhaaft zich, terwijl het Haarlems Schaakgenootschap degradeert. Schaakvereeniging Spangen promoveert.

### Legenda
|  | In het seizoen 1939/40 in de Eerste klasse B |
|  | In het seizoen 1939/40 in de Tweede klasse   |

Eerste klasse

1920/21 · 1921/22 · 1922/23 · 1923/24 · 1924/25 · 1925/26 · 1926/27 · 1927/28 · 1928/29 · 1929/30 · 1930/31 · 1931/32 · 1932/33 · 1933/34 · 1934/35 · 1935/36 · 1936/37 · 1937/38 · 1938/39 · 1939/40 · 1940/41 · 1941/42
Hoofdklasse

1942/43 · 1943/44 · 1944/45 · 1945/46 · 1946/47 · 1947/48 · 
1948/49 · 1949/50 · 1950/51 · 1951/52 · 1952/53 · 1953/54 · 1954/55 · 1955/56 · 1956/57 · 1957/58 · 1958/59 · 1959/60 · 1960/61 · 1961/62 · 1962/63 · 1963/64 · 1964/65 · 1965/66 · 1966/67 · 1967/68 · 1968/69 · 1969/70 · 1970/71 · 1971/72 · 1972/73 · 1973/74 · 1974/75 · 1975/76 · 1976/77 · 1977/78 · 1978/79 · 1979/80 · 1980/81 · 1981/82 · 1982/83 · 1983/84 · 1984/85 · 1985/86 · 1986/87 · 1987/88 · 1988/89 · 1990/91 · 1991/92 · 1992/93 · 1993/94 · 1994/95 · 1995/96
Meesterklasse

1996/97 · 1997/98 · 1998/99 · 1999/00 · 2000/01 · 2001/02 · 2002/03 · 2003/04 · 2004/05 · 2005/06 · 2006/07 · 2007/08 · 2008/09 · 2009/10 · 2010/11 · 2011/12 · 2012/13 · 2013/14 · 2014/15 · 2015/16 · 2016/17 · 2017/18· 2018/19 · 2019/20 · 2020/21 · 2021/22 · 2022/23 · 2023/24 · 2024/25